# Hexatoma fulvibasis
Hexatoma fulvibasis là một loài ruồi trong họ Limoniidae. Chúng phân bố ở miền Cổ bắc.